# (896) Esfinge
(896) Esfinge es un asteroide perteneciente al cinturón de asteroides descubierto el 1 de agosto de 1918 por Maximilian Franz Wolf desde el observatorio de Heidelberg-Königstuhl, Alemania.
Está nombrado por la Esfinge, un monstruo femenino de la mitología griega.